# Archer John Porter Martin
Archer John Porter Martin (Londen, 1 maart 1910 – Llangarron, 28 juli 2002) was een Brits scheikundige en Nobelprijswinnaar.

## Biografie
Archer Martin werd geboren in geboren in Noord-Londen als zoon van een huisarts William Archer Porter Martin (1859-1936) en Lilian Kate Brown Ayling (1875-1965). Hij genoot zijn opleiding aan Bedford School en Cambridge-universiteit, waar hij in 1932 zijn bachelordiploma behaalde.
Na een jaar in het Physisch-chemische Laboratorium verkreeg hij in 1933 een positie bij het Dunn Nutritional Laboratory waar hij werkte onder L.J. Harris en Sir Charles Martin. In 1938 ging hij naar de Wool Industries Research Association te Leeds. Van 1946 tot 1948 was hij hoofd van de Biochemisch afdeling van het Research Department van Boots Pure Drug Company te Nottingham en aansluitend trad hij in dienst van het Medical Research Council, eerst bij het Lister Instituut (1948-1952) en later bij het National Instituut voor Medisch Onderzoek. Van 1956 tot 1959 was hij er Chemical Consultant en van 1959 tot 1970 was hij directeur van Abbotsbury Laboratories. Tevens was hij van 1964 tot 1974 was hij buitengewoon hoogleraar aan de Technische Universiteit Eindhoven (TU/e) voor het geven van lezingen. Van 1974 tot 1979 was hij hoogleraar aan de Universiteit van Houston.
Hij was gespecialiseerd in de biochemie, in het bijzonder in de vitamines E en B2, en in technieken die de zorgden voor de grondbeginselen van de chromatografie. Samen met Richard Synge ontwikkelde hij partitiechromatografie tijdens hun onderzoek naar de scheiding van aminozuren, later ontwikkelde hij ook gas-vloeistofchromatografie. In 1952 ontving hij met Synge de Nobelprijs voor de Scheikunde. Daarnaast werd hij onderscheiden met de Berzelius-medaille van de Koninklijk Zweeds Academie (1951), de John Scott Medal (1958), de John Price Wetherill Medal (1959), de Franklin Institute Medal (1959) en de Leverhulme Medal (1963).
Martin was gehuwd met Judith Begenal, met wie hij twee zonen en drie dochters kreeg. In de laatste jaren van leven leed hij aan de ziekte van Alzheimer.
1901: Van 't Hoff ·
1902: E. Fischer ·
1903: Arrhenius ·
1904: Ramsay ·
1905: Baeyer ·
1906: Moissan ·
1907: Buchner ·
1908: Rutherford ·
1909: Ostwald ·
1910: Wallach ·
1911: Curie ·
1912: Grignard, Sabatier ·
1913: Werner ·
1914: Richards ·
1915: Willstätter ·
1918: Haber ·
1920: Nernst ·
1921: Soddy ·
1922: Aston ·
1923: Pregl ·
1925: Zsigmondy ·
1926: Svedberg ·
1927: Wieland ·
1928: Windaus ·
1929: Harden, Euler-Chelpin ·
1930: H. Fischer · 
1931: Bosch, Bergius ·
1932: Langmuir ·
1934: Urey ·
1935: F. Joliot-Curie, I. Joliot-Curie ·
1936: Debye ·
1937: Haworth, Karrer ·
1938: Kuhn ·
1939: Butenandt, Ružička ·
1943: Hevesy · 
1944: Hahn ·
1945: Virtanen ·
1946: Sumner, Northrop, Stanley ·
1947: Robinson · 
1948: Tiselius · 
1949: Giauque ·
1950: Diels, Alder ·
1951: McMillan, Seaborg ·
1952: Martin, Synge ·
1953: Staudinger ·
1954: Pauling ·
1955: Vigneaud ·
1956: Hinshelwood, Semjonov ·
1957: Todd ·
1958: Sanger ·
1959: Heyrovský ·
1960: Libby ·
1961: Calvin ·
1962: Perutz, Kendrew ·
1963: Ziegler, Natta ·
1964: Hodgkin ·
1965: Woodward ·
1966: Mulliken ·
1967: Eigen, Norrish, Porter ·
1968: Onsager ·
1969: Barton, Hassel ·
1970: Leloir ·
1971: Herzberg ·
1972: Anfinsen, Moore, Stein · 
1973: E.O. Fischer, Wilkinson · 
1974: Flory ·
1975: Cornforth, Prelog ·
1976: Lipscomb ·
1977: Prigogine · 
1978: Mitchell ·
1979: Brown, Wittig ·
1980: Berg, Gilbert, Sanger ·
1981: Fukui, Hoffmann ·
1982: Klug ·
1983: Taube ·
1984: Merrifield ·
1985: Hauptman, Karle ·
1986: Herschbach, Lee, Polanyi ·
1987: Cram, Lehn, Pedersen ·
1988: Deisenhofer, Huber, Michel ·
1989: Altman, Cech ·
1990: Corey ·
1991: Ernst ·
1992: Marcus ·
1993: Mullis, Smith ·
1994: Olah ·
1995: Crutzen, Molina, Rowland ·
1996: Curl, Kroto, Smalley ·
1997: Boyer, Walker, Skou ·
1998: Kohn, Pople ·
1999: Zewail ·
2000: Heeger, MacDiarmid, Shirakawa ·
2001: Knowles, Noyori, Sharpless ·
2002: Fenn, Tanaka, Wüthrich ·
2003: Agre, MacKinnon ·
2004: Ciechanover, Hershko, Rose ·
2005: Grubbs, Schrock, Chauvin ·
2006: Kornberg ·
2007: Ertl ·
2008: Shimomura, Chalfie, Tsien ·
2009: Steitz, Yonath, Ramakrishnan ·
2010: Heck, Negishi, Suzuki ·
2011: Shechtman ·
2012: Kobilka, Lefkowitz ·
2013: Karplus, Levitt, Warshel ·
2014: Betzig, Hell, Moerner ·
2015: Lindahl, Modrich, Sancar ·
2016: Sauvage, Stoddart, Feringa ·
2017: Dubochet, Frank, Henderson · 
2018: Arnold, Winter, Smith ·   
2019: Goodenough, Whittingham, Yoshino ·
2020: Charpentier, Doudna ·
2021: List, MacMillan ·
2022: Bertozzi, Meldal, Sharpless ·
2023: Bawendi, Brus, Jekimov ·
2024: Baker, Hassabis, Jumper